# 吉迪恩·韦尔斯
吉迪恩·韦尔斯（英語：Gideon Welles，1802年7月1日—1878年2月11日），美國記者、政治家、廢奴主義者。他于1861年至1869年担任美国海军部长，绰号「尼普顿老爹」。

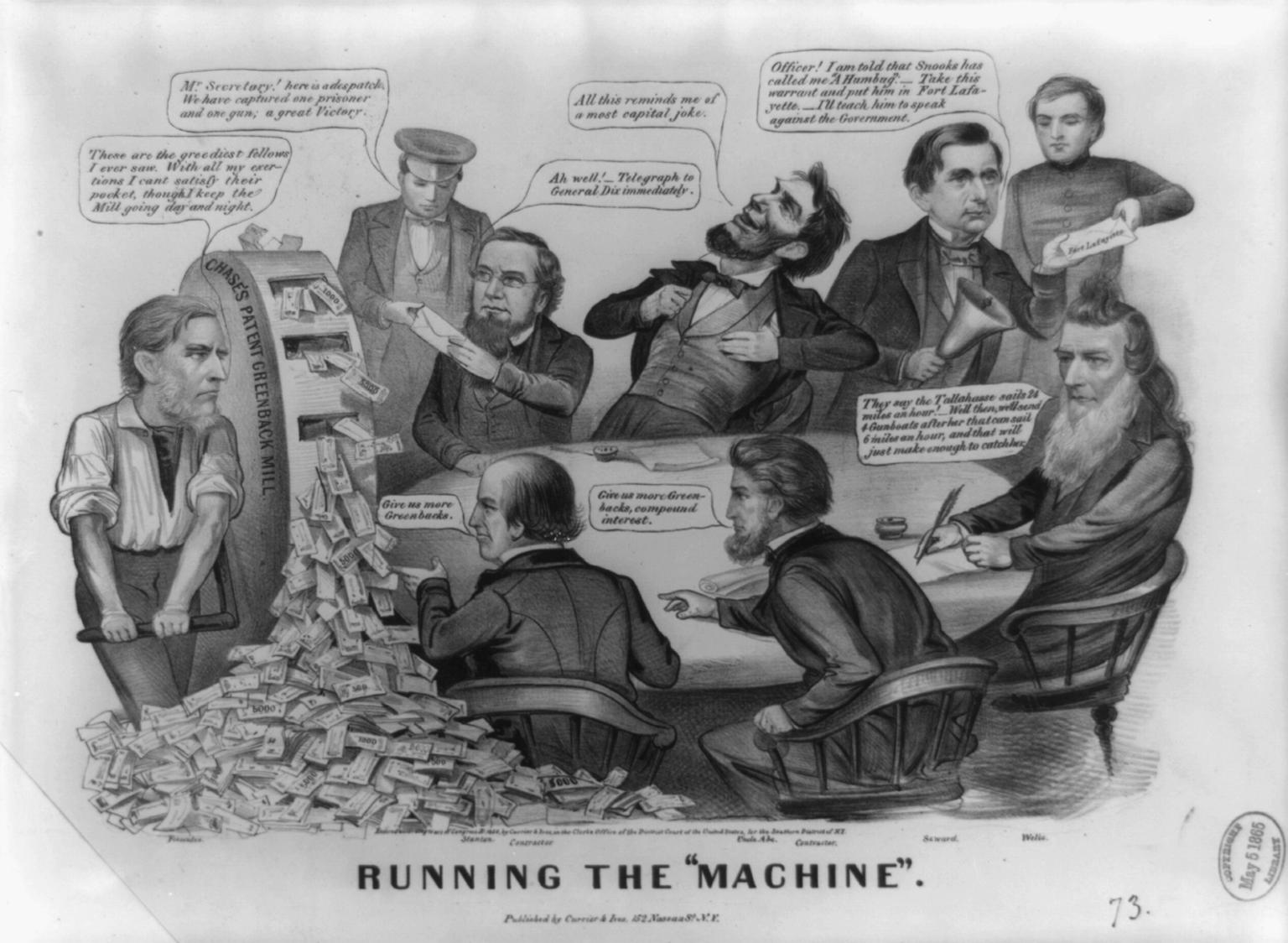
内战期间讽刺林肯政府的漫画（1864年）

韦尔斯受他父亲的影响原本是一位杰克逊派民主党人，其后由于他强烈的反奴隶制倾向，韦尔斯便在1854年转而加入了新成立的共和党；他于1856年创办了一份名为《哈特福德晚报》的刊物，并在今后的几十年里都支持共和党的理念。

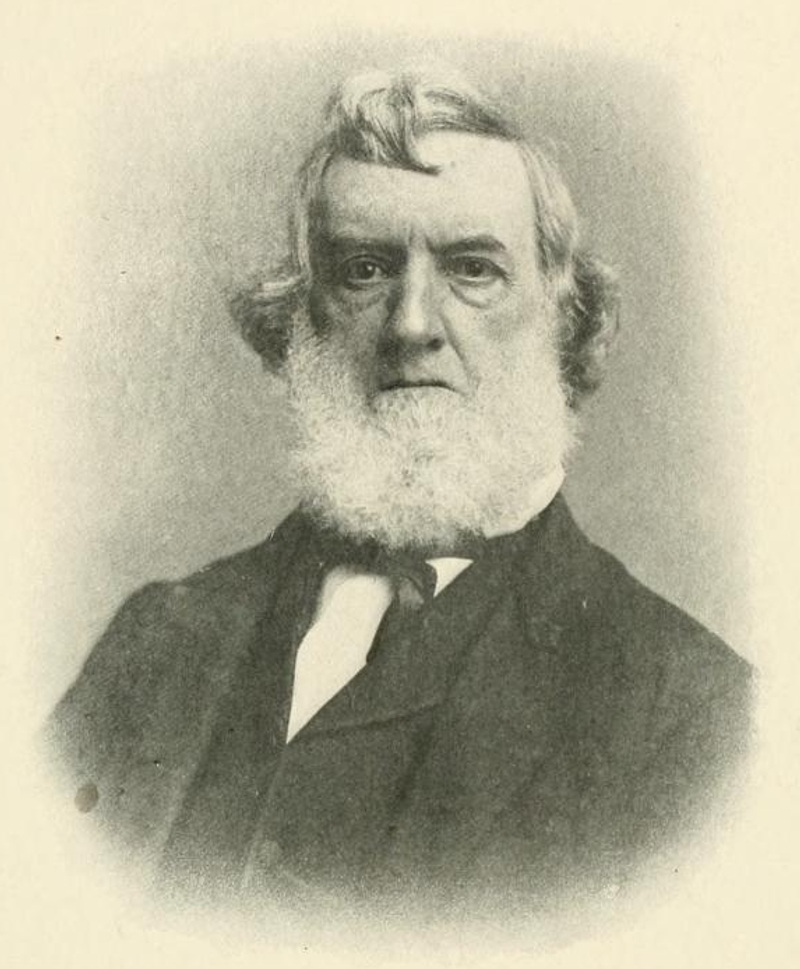
老年的吉迪恩·韦尔斯

他在1860年總統選舉中支持共和黨候選人亚伯拉罕·林肯，林肯就任總統後委任他掌管海軍部。南北戰爭期間為盡快實現對聯盟的海上封鎖，切斷聯盟對外的經濟和貿易往來，他及時擬定了蟒蛇计划以作應對，聯邦海軍在很大程度上封锁了聯盟的海岸线，并使得聯盟藉出口棉花以换取战争物资和欧洲列强外交承认的希望落空，这被认为是聯邦軍在内战中取得胜利的主要原因之一。他在部長任內将海军的規模扩充了近十倍，此項成就的取得也令他受到了广泛的赞誉。韦尔斯憑藉他在海军發展过程中发挥的重要作用被授予荣誉勋章。

## 外部鏈接
- 在Find a Grave上的吉迪恩·韦尔斯

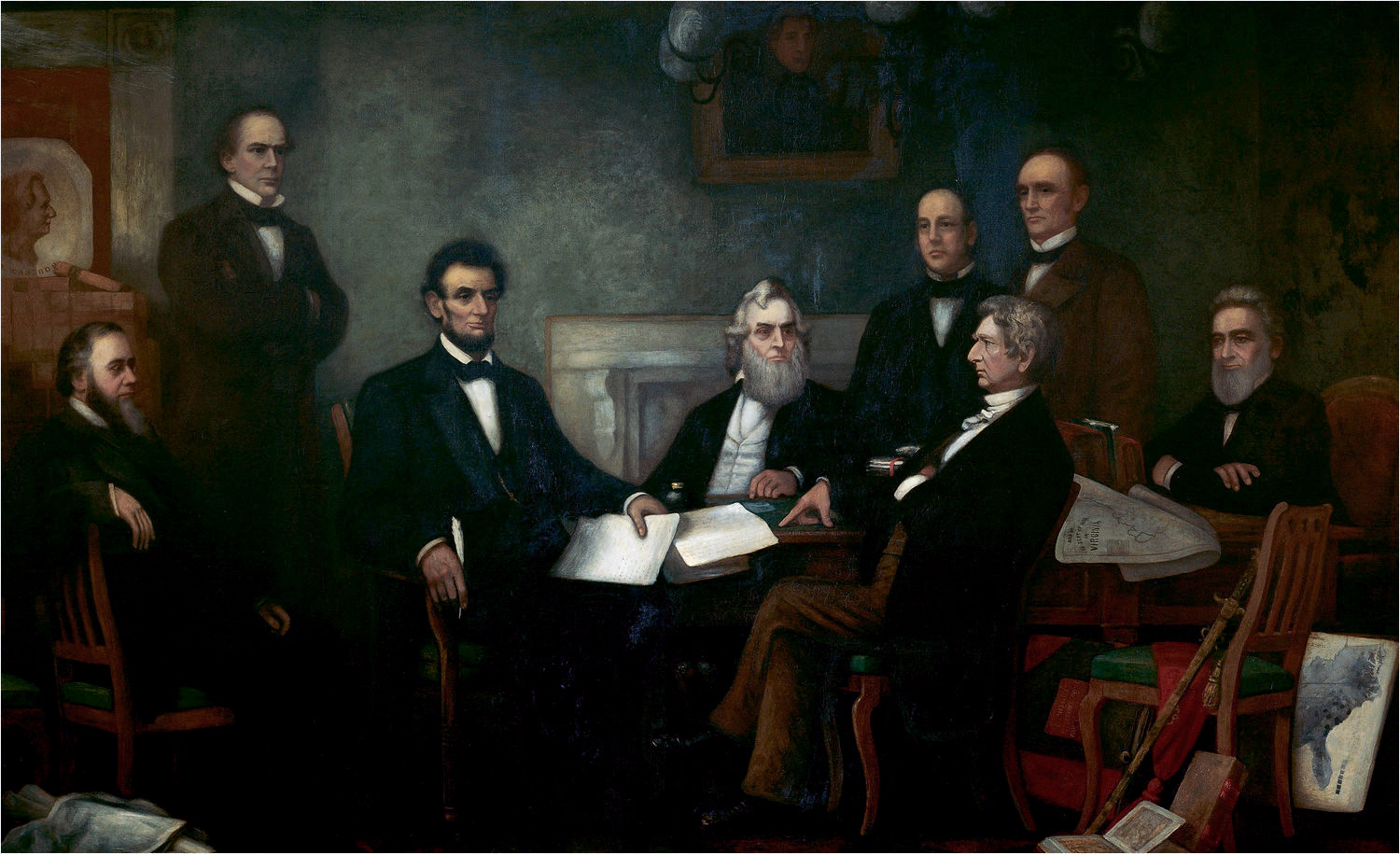
林肯内阁的成员正在对解放奴隶宣言展开讨论，吉迪恩·韦尔斯（左四）

- Lincoln and Seward （页面存档备份，存于）: by Gideon Welles, New York: Publisher, Sheldon and Company, 1874.
- Mr. Lincoln's White House: Gideon Welles （页面存档备份，存于）
- Gideon Welles 的存檔，存档日期August 22, 2007，. at the Naval Historical Center
- Welles Family Association, Inc. （页面存档备份，存于）
- Biographical sketch of Thomas Welles Connecticut State Library
- Lost Letters of Gideon Welles （页面存档备份，存于）
- Stuart A. Rose Manuscript, Archives and Rare Book Library （页面存档备份，存于）, Emory University: Welles family papers, 1712-1871

| 前任： 艾萨克·图西 | 美國海軍部長 1861年3月7日 - 1869年3月4日 | 繼任： 阿道夫·E·博里 |